# جوینر (آرکانزاس)
جوینر (آرکانزاس) (به انگلیسی: Joiner, Arkansas) یک شهر در ایالات متحده آمریکا با جمعیت ۵۴۰ نفر است که در آرکانزاس واقع شده‌است.